# Trichosanthes ovigera
Trichosanthes ovigera là một loài thực vật có hoa trong họ Cucurbitaceae. Loài này được Blume miêu tả khoa học đầu tiên năm 1826.

## Hình ảnh

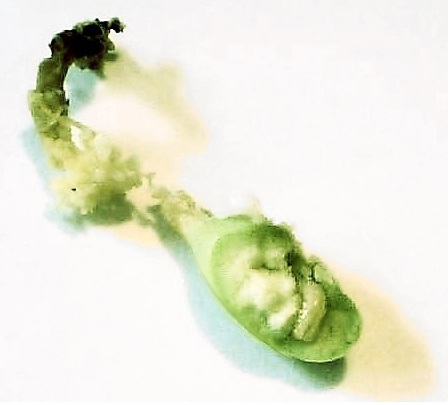
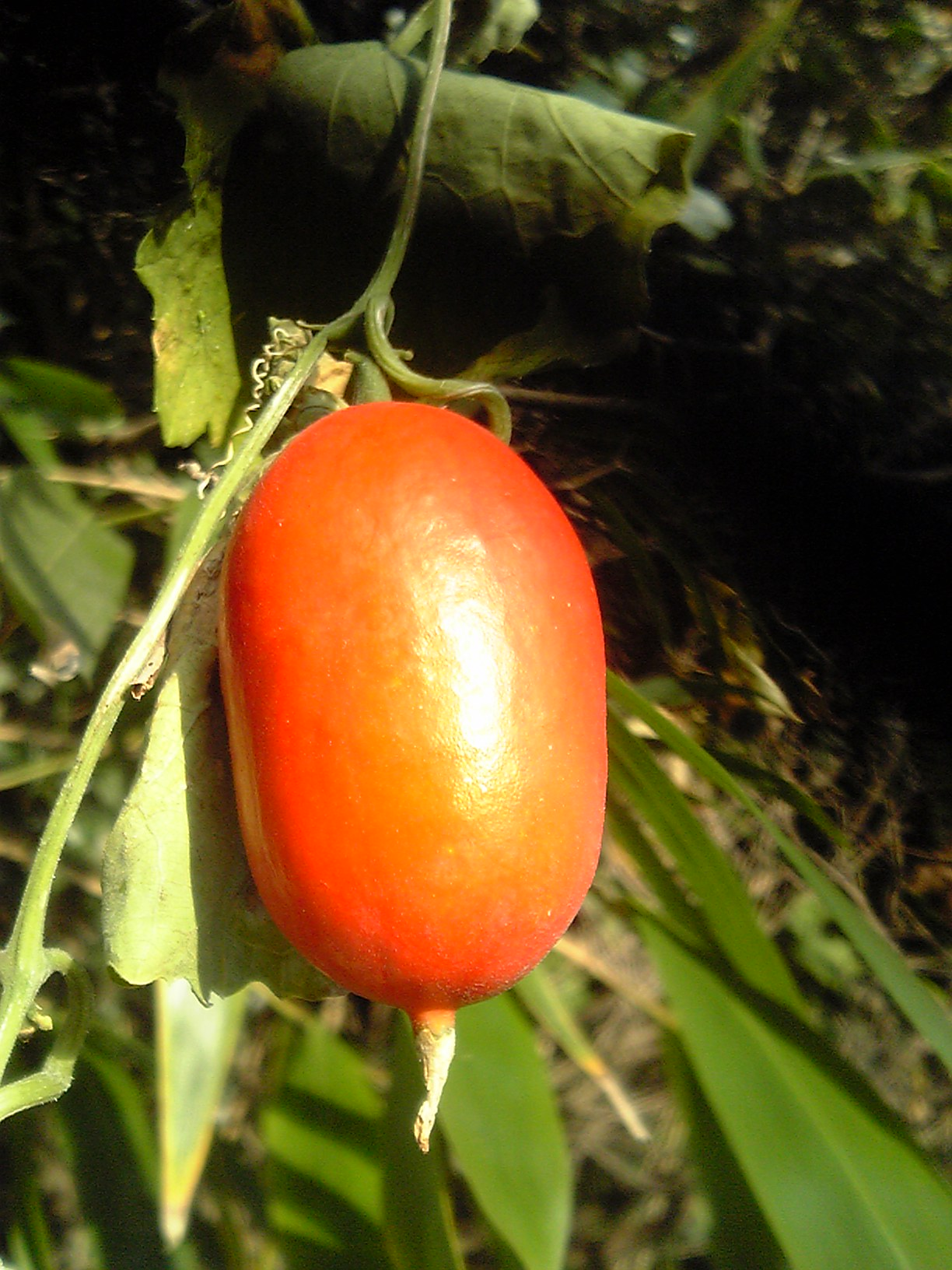
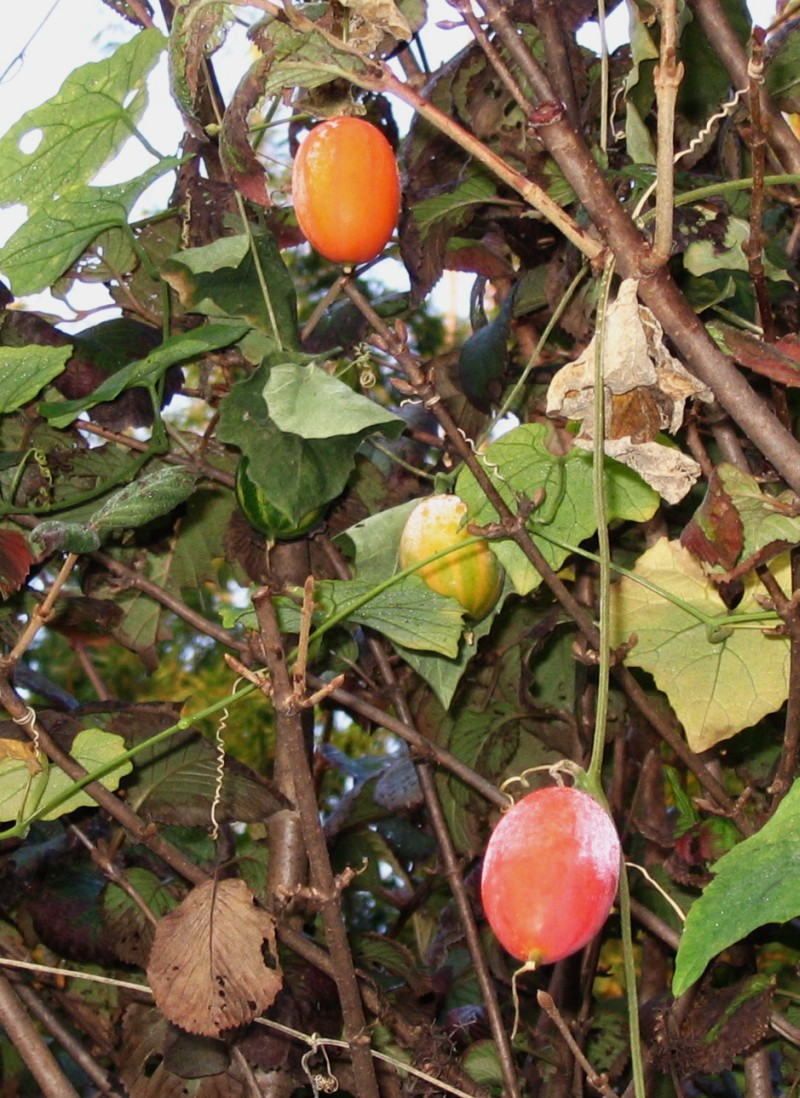